# Badass Cop & Dolphin
Badass Cop & Dolphin (灼熱のニライカナイ, Shakunetsu no Nirai Kanai) est un shōnen manga écrit et dessiné par Ryūhei Tamura. Il est prépublié du 27 juin 2020 au 21 juin 2021 dans le Weekly Shōnen Jump, puis publié en 5 volumes reliés par l'éditeur japonais Shūeisha. La version française est éditée par Kazé depuis le 12 janvier 2022.

## Synopsis
Boyle Samejima est un flic qui aime l'action. À la suite d'un énième dérapage, cet énervé de la gâchette est mis au placard dans un archipel perdu au milieu de l'océan Pacifique. Lui qui pensait profiter tranquillement du soleil se retrouve chargé d'enquêter sur le mystérieux "culte de la mer" : une secte guidée par une jeune oracle de cinq ans... Et ce n'est pas tout, pour résoudre l'enquête, il doit faire équipe avec... un dauphin !

## Personnages
Boyle Samejima (鮫島 灼熱, Samejima Boiru)
Boyle est flic. Bien que rude sur les bords, il prend son travail au sérieux et fait passer la vie des autres en premier. Il est souvent appelé par son surnom de Shark.
Orpheus F. Lipper (オルフェウス・F・リッパー, Orufeusu F Rippā)
Un dauphin humanoïde et le partenaire de Boyle. Comme Boyle, il est brut de décoffrage, mais il est prêt à risquer sa vie pour protéger les autres. Il possède des capacités surhumaines.
Chako (チャコ)
L'oracle du culte de la mer. Elle ressemble beaucoup à un enfant à l'imagination débordante, mais elle a l'étrange capacité de faire évoluer la vie marine en formes humanoïdes, mais elle n'est pas consciente d'avoir ce pouvoir.

## Manga
Badass Cop & Dolphin est dessiné par Ryūhei Tamura. La série débute sa publication dans le numéro 30 du magazine Weekly Shōnen Jump de l'éditeur Shūeisha paru le 27 juin 2020, et s'est terminé dans le numéro 29 du magazine le 21 juin 2021. L'éditeur Shūeisha publie les chapitres en  tankōbon avec un premier volume sorti le 4 novembre 2020 et le cinquième et dernier volume est sorti le 4 octobre 2021. La version française est publiée par Kazé avec un premier volume sorti le 12 janvier 2022.

### Liste des volumes
| no | Japonais        | Japonais          | Français          | Français          |
| no | Date de sortie  | ISBN              | Date de sortie    | ISBN              |
| --- | --------------- | ----------------- | ----------------- | ----------------- |
| 1 | 4 novembre 2020 | 978-4-08-882510-6 | 12 janvier 2022   | 978-2-820-34314-7 |
| Liste des chapitres : - Affaire n°1 : Le dauphin & le requin (イルカとサメ, Iruka to same) - Affaire n°2 : La petite détective (小さな名探偵, Chiisana meitantei) - Affaire n°3 : 95 % du crime marin (95%の海洋犯罪, 95% no Kaiyō Hanzai) - Affaire n°4 : La prêtresse-oracle (信託の巫女, Shintaku no miko) - Affaire n°5 : Avis aux braconniers (密漁者に告ぐ, Mitsuryō-sha ni Tsugu) - Affaire n°6 : Le prix d'Umi (ウミのYeeeeeeeah!!, Umi no Yeeeeeeeah!!) - Affaire n°7 : L'envoyée du palais du dragon (リュウグウノツカイ, Ryūgū no Tsukai) |                 |                   |                   |                   |
| 2 | 4 février 2021  | 978-4-08-882622-6 | 9 mars 2022       | 978-2-82-034315-4 |
| Liste des chapitres : - Chapitre 8 : Fais tes preuves ! (ならば手柄をたてろ, Naraba Tegara o Tatero) - Chapitre 9 : Les gangs marins (海のギャング, Umi no Gyangu) - Chapitre 10 : La fin de Samejima (鮫島、死す, Samejima, Shisu) - Chapitre 11 : Le poisson le plus rapide au monde (最速の魚, Saisoku no Sakana) - Chapitre 12 : La sirène du gang (極道のマーメイド, Gokudō no Māmeido) - Chapitre 13 : Le quotidien de l'île (島の日常, Shima no Nichijō) - Chapitre 14 : Goéland du soir, espoir (ウミネコのなく夕立ちは, Umineko no Naku Yūdachi wa) - Chapitre 15 : Le bleues de la marée haute (partie 1) (満ち汐のブルース 前編, Michishio no Burūsu Zenpen) - Chapitre 16 : Le bleues de la marée haute (partie 2) (満ち汐のブルース 中編, Michishio no Burūsu Chūhen) - Chapitre 17 : Le bleues de la marée haute (partie 3) (満ち汐のブルース 後編, Michishio no Burūsu Kōhen) |                 |                   |                   |                   |
| 3 | 2 avril 2021    | 978-4-08-882647-9 | 11 mai 2022       | 978-2-82-034316-1 |
| Liste des chapitres : - Chapitre 18 : L'homme qu'on appelait "Kamuro" (神室という男, Kamuro to Iu Otoko) - Chapitre 19 : Mensonges et prédictions (嘘と予言, Uso no Yogen) - Chapitre 20 : Déménagement explosif (火がついた六畳間, Hi ga Tsuita Rokujōma) - Chapitre 21 : Vie de luxe (partie 1) (サメとイルカの豪邸拝見 前編, Same to Iruka no Gōtei Haiken Zenpen) - Chapitre 22 : Vie de luxe (partie 2) (サメとイルカの豪邸拝見 後編, Same to Iruka no Gōtei Haiken Kōhen) - Chapitre 23 : L'unité mobile d'investigation marine (海洋機動捜査隊, Kaiyō Kidō Sōsa-tai) - Chapitre 24 : Vestiges sous-marins (partie 1) (海底遺跡, Kaitei Iseki) - Chapitre 25 : Vestiges sous-marins (partie 2) (海底遺跡②, Kaitei Iseki ②) - Chapitre 26 : Vestiges sous-marins (partie 3) (海底遺跡③, Kaitei Iseki ③)                                                                                 |                 |                   |                   |                   |
| 4 | 2 juillet 2021  | 978-4-08-882757-5 | 6 juillet 2022    | 978-2-82-034317-8 |
| Liste des chapitres : - Chapitre 27 : Vestiges sous-marins (partie 4) (海底遺跡④, Kaitei Iseki ④) - Chapitre 28 : Vestiges sous-marins (partie 5) (海底遺跡⑤, Kaitei Iseki ⑤) - Chapitre 29 : Vestiges sous-marins (partie 6) (海底遺跡⑥, Kaitei Iseki ⑥) - Chapitre 30 : Vestiges sous-marins (partie 7) (海底遺跡⑦, Kaitei Iseki ⑦) - Chapitre 31 : Vestiges sous-marins (partie 8) (海底遺跡⑧, Kaitei Iseki ⑧) - Chapitre 32 : Vestiges sous-marins (partie 9) (海底遺跡⑨, Kaitei Iseki ⑨) - Chapitre 33 : Vestiges sous-marins (partie 10) (海底遺跡⑩, Kaitei Iseki ⑩) - Chapitre 34 : La cité de la forêt de Varech (ケルプの森の街, Kerupu no Mori no Machi) - Chapitre 35 : Dans les profondeurs d'Ogasawara (小笠原の最深部, Ogasawara no Saishinbu) |                 |                   |                   |                   |
| 5 | 4 octobre 2021  | 978-4-08-882816-9 | 14 septembre 2022 | 978-2-82-034318-5 |
| Liste des chapitres : - Chapitre 36 : 相棒 (Aibō) - Chapitre 37 : 邂逅の海 (Kaikō no Umi) - Chapitre 38 : 分水嶺 (Bunsuirei) - Chapitre 39 : 決別 (Ketsubetsu) - Chapitre 40 : 友として (Tomo to Shite) - Chapitre 41 : オルフェウス (Orufeusu) - Chapitre 42 : どんな姿になっても (Donna Sugata ni Natte mo) - Chapitre 43 : 警察の矜持 (Keisatsu no Kyōji) - Chapitre 44 : 泡の様な日々 (Awa no Yōna Hibi) - Chapitre 45 : 姉ヶ島に沈む (Anegashima ni Shizumu) - Chapitre 46 : ニライカナイ (Nirai Kanai) - Chapitre 47 : (epilogos) |                 |                   |                   |                   |

### Œuvres
Édition japonaise
1. 1 2  Tome 1
2. 1 2  Tome 2
3. 1 2  Tome 3
4. 1 2  Tome 4
5. 1 2  Tome 5

Édition française
1. 1 2  Tome 1
2. 1 2  Tome 2
3. 1 2  Tome 3
4. 1 2  Tome 4
5. 1 2  Tome 5